# David Roig
David Roig est un arbitre international de rugby à XIII et de rugby XIII fauteuil, né en 1972[réf. souhaitée]d'origine cadurcienne.

## Carrière d'arbitre
Après une carrière de joueur,  d’éducateur et d'entraîneur , David Roig a commencé l’arbitrage en 2012, à la suite d'une blessure qui a mis fin à sa  carrière de joueur.
Il arbitre régulièrement des rencontres du championnat de France, puis progressivement des matchs internationaux. Son premier match international est un match du championnat d'Europe.  
En juillet 2017, il arbitre lors de la coupe du monde de rugby à XIII fauteuil.  
En octobre 2022, il fait partie des quatre arbitres français sélectionnés pour la coupe du monde,.   

## Palmarès d'arbitre

### Distinctions personnelles
En 2022, il reçoit le « trophée élite d’arbitre international XIII Fauteuil » par l’association française du corps arbitral multisports.